# أوياما، ميناتو، طوكيو

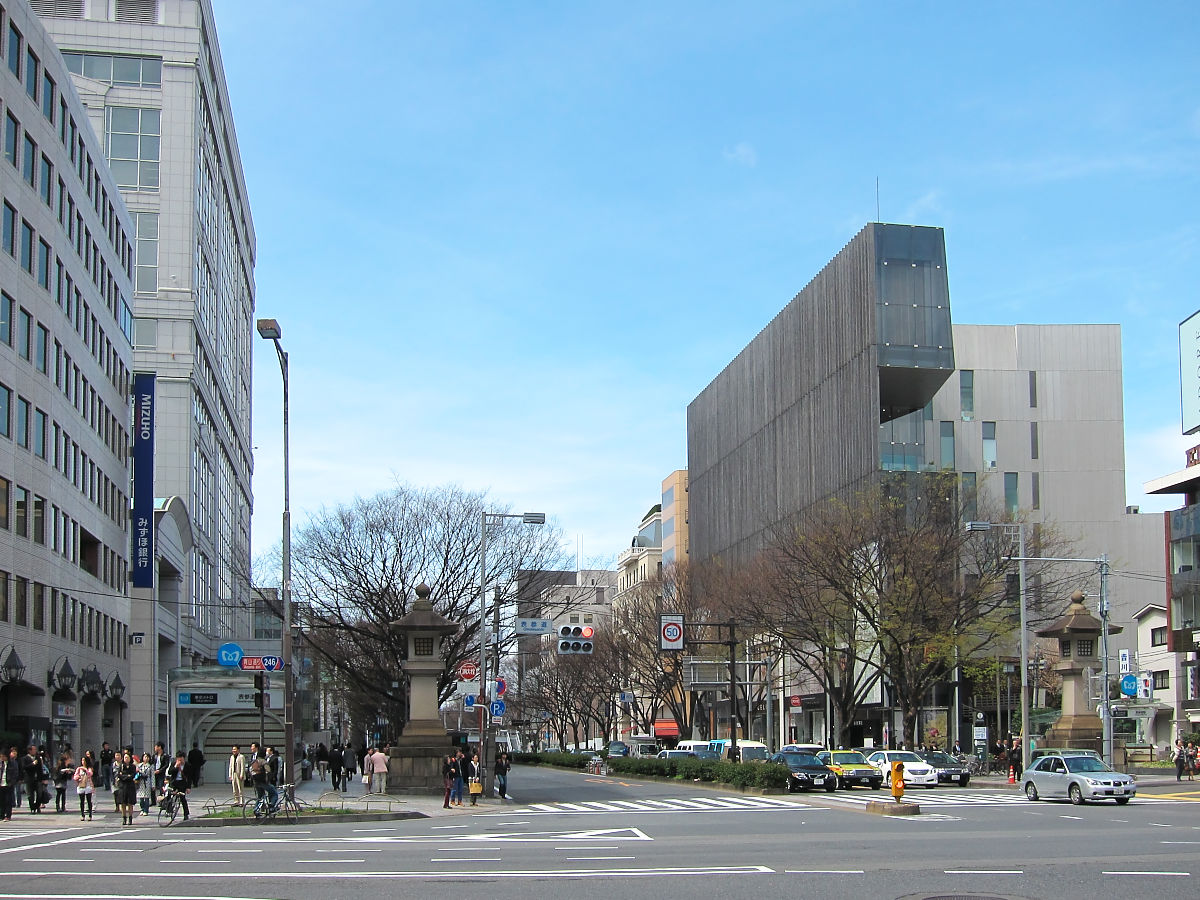
تقاطع أوموته-ساندو في أوياما-دوري

أوياما ( باليابانية: 青山 تعني "الجبل الأزرق") هي واحدة من أغنى أحياء طوكيو، وتقع في الجزء الشمالي الغربي من ميناتو. المنطقة تشتهر بأن فيها متاجر الأزياء العالمية والمقاهي والمطاعم.
خلال فترة إيدو، كانت أوياما موطناً لمختلف المعابد والأضرحة ومساكن الساموراي. اسم أوياما مشتق من اسم رجل الساموراي أوياما تاداناري ‏  الذي خدم شوغونات توكوغاوا وبنى قصره في هذه المنطقة. اليوم، جنباً إلى جنب مع شيبويا وهاراجوكو، هي واحدة من أكثر المناطق الترفيهية والتسوقية شعبية والمعروفة ب أوموته-ساندو. وهي وجه الشباب في طوكيو ويوجد بها العديد من محلات الموضة والمطاعم وبها العديد من مراكز التسوق. كما يوجد بها ملعب تشيشيبونوميا للركبي في الجزء الشمالي من أوياما. 

## أماكن في أوياما
- أبراج أوياما التؤأمين.

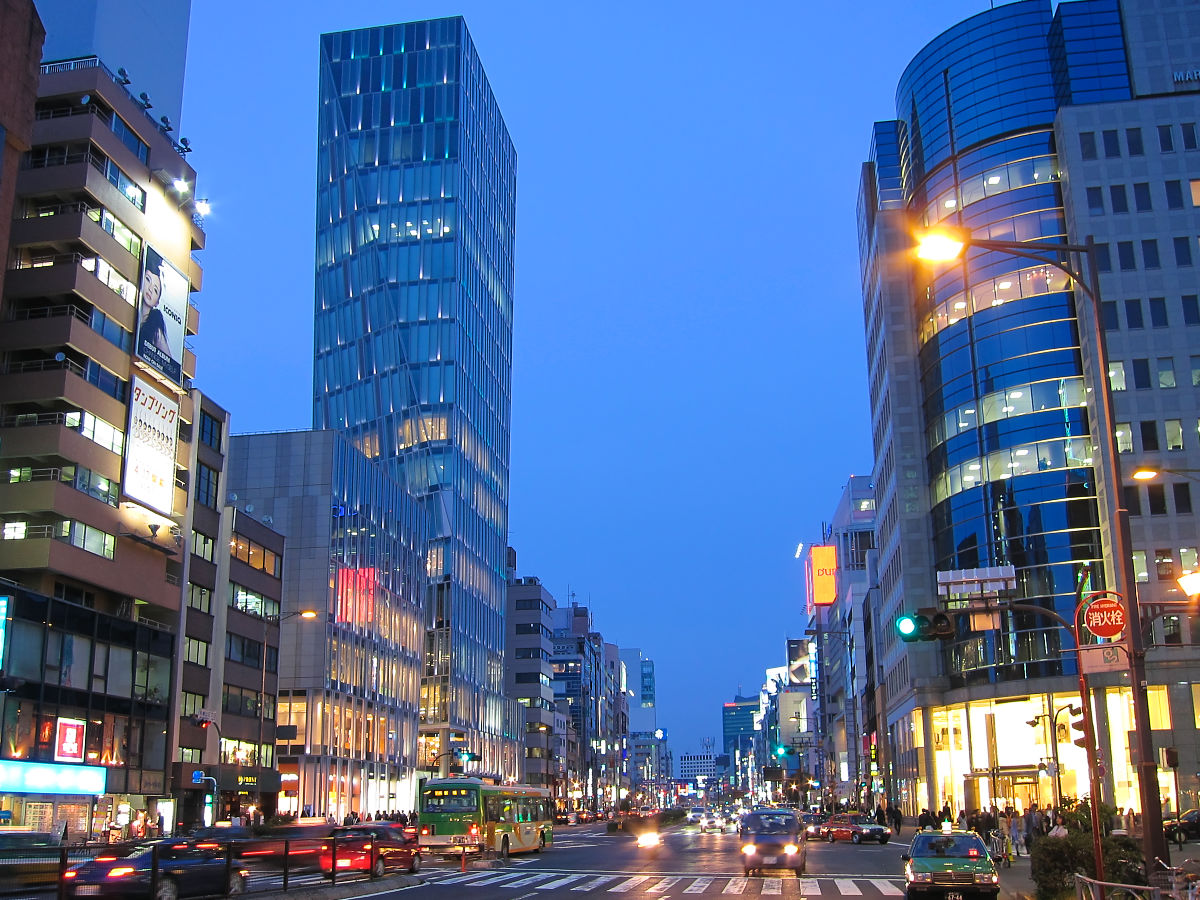
تقاطع 5 مينامي-أوياما في أوياما-دوري

- مدرسة كلارنس الدولية (مرحلة ما قبل المدرسة)
- مدرسة أوياما الإعدادية الثانوية ( مدرسة يابانية عامة)
- مدرسة أوياما الابتدائية (مدرسة يابانية عامة)
- مدرسة سينان الابتدائية (مدرسة عامة يابانية)
- سبايرل
- بلو نوت طوكيو
- متحف نيزو
- مقبرة أوياما
- ميجي جينغو
- ملعب تشيشيبونوميا للركبي

## شركات ومنظمات تقع في أوياما

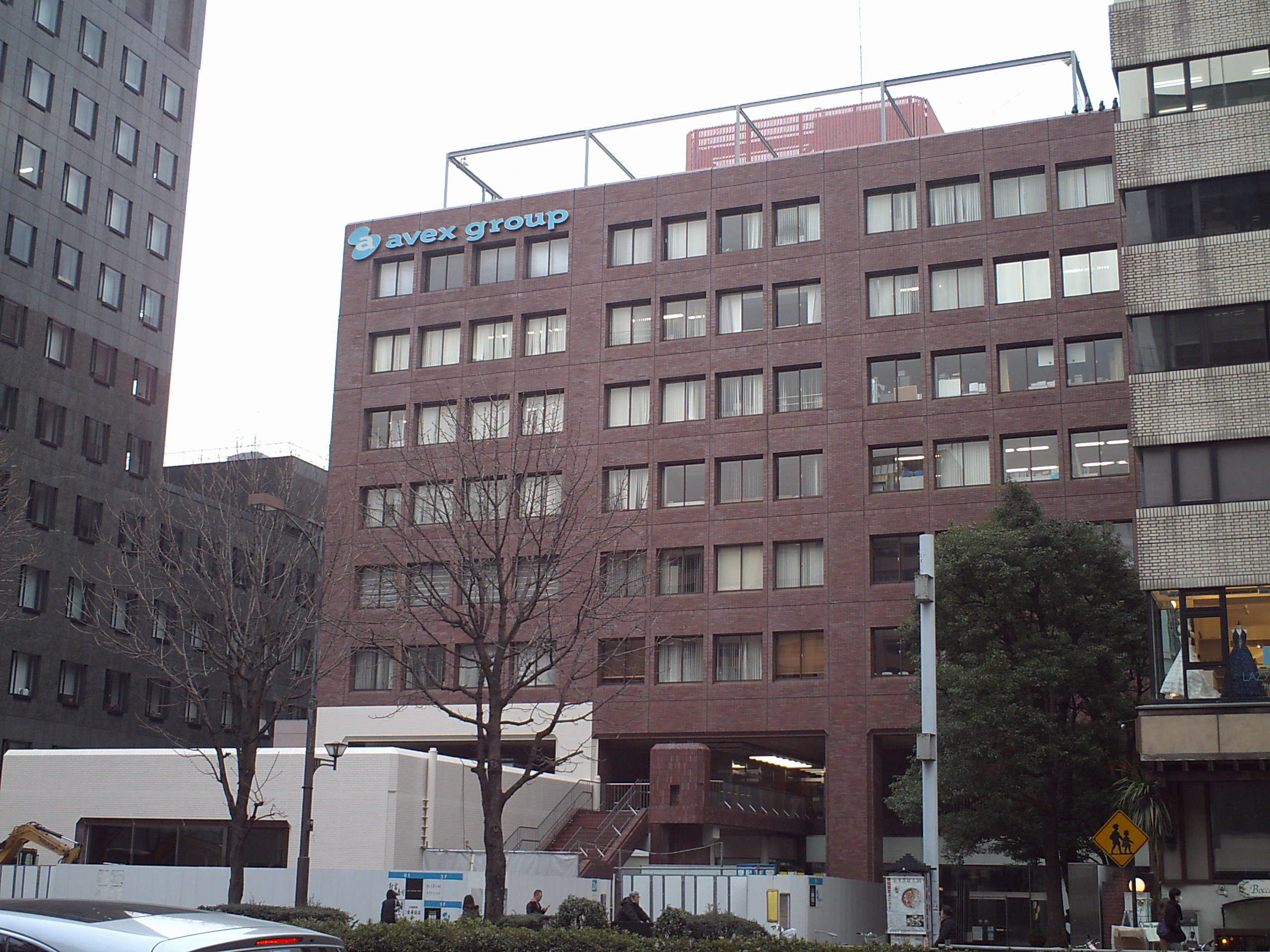
المقر الرئيسي لمجموعة أفيكس , هدم البناء في عام 2016.
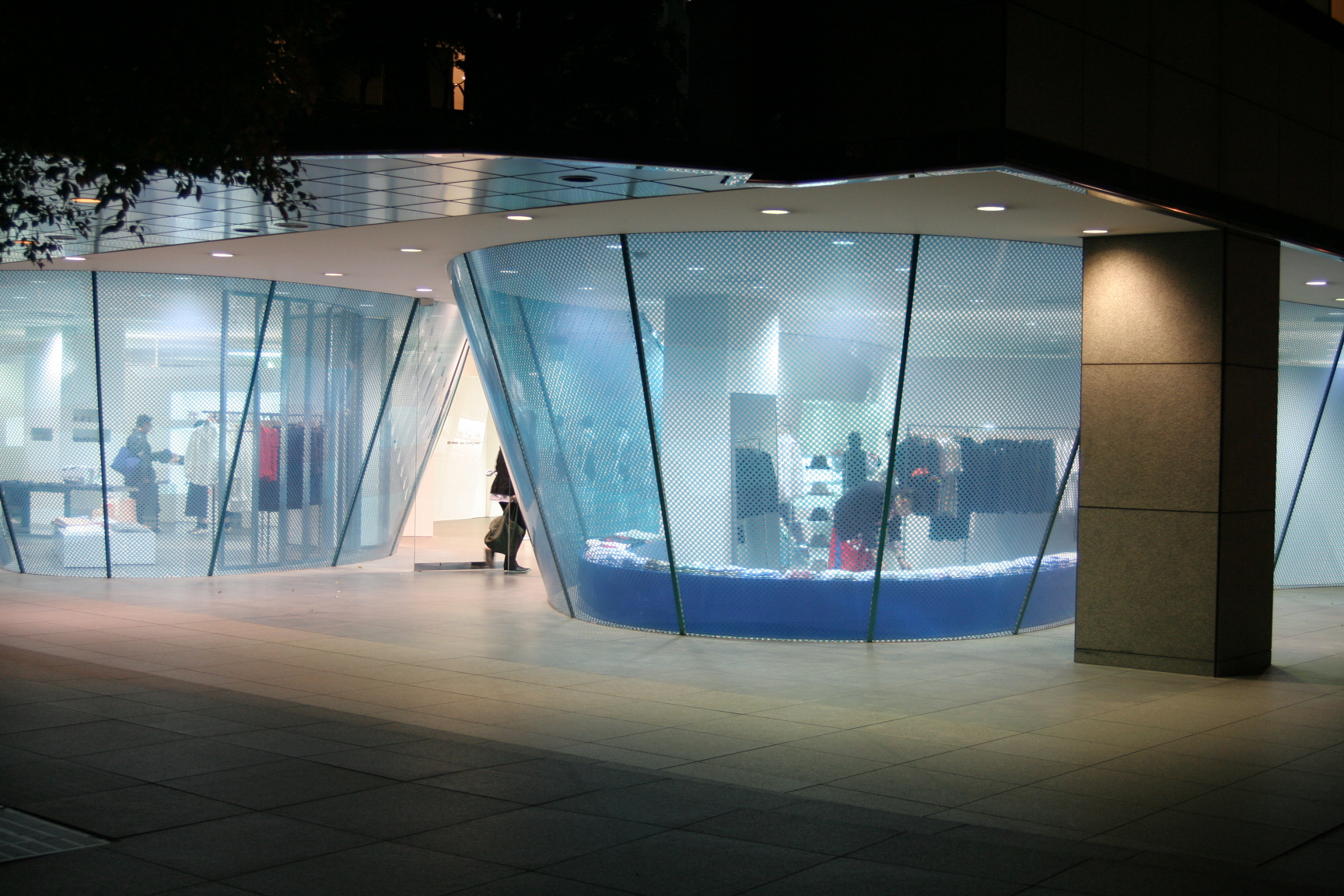
كوم ديس غاركونس الفرع الرئيسي في مينامي-أوياما.
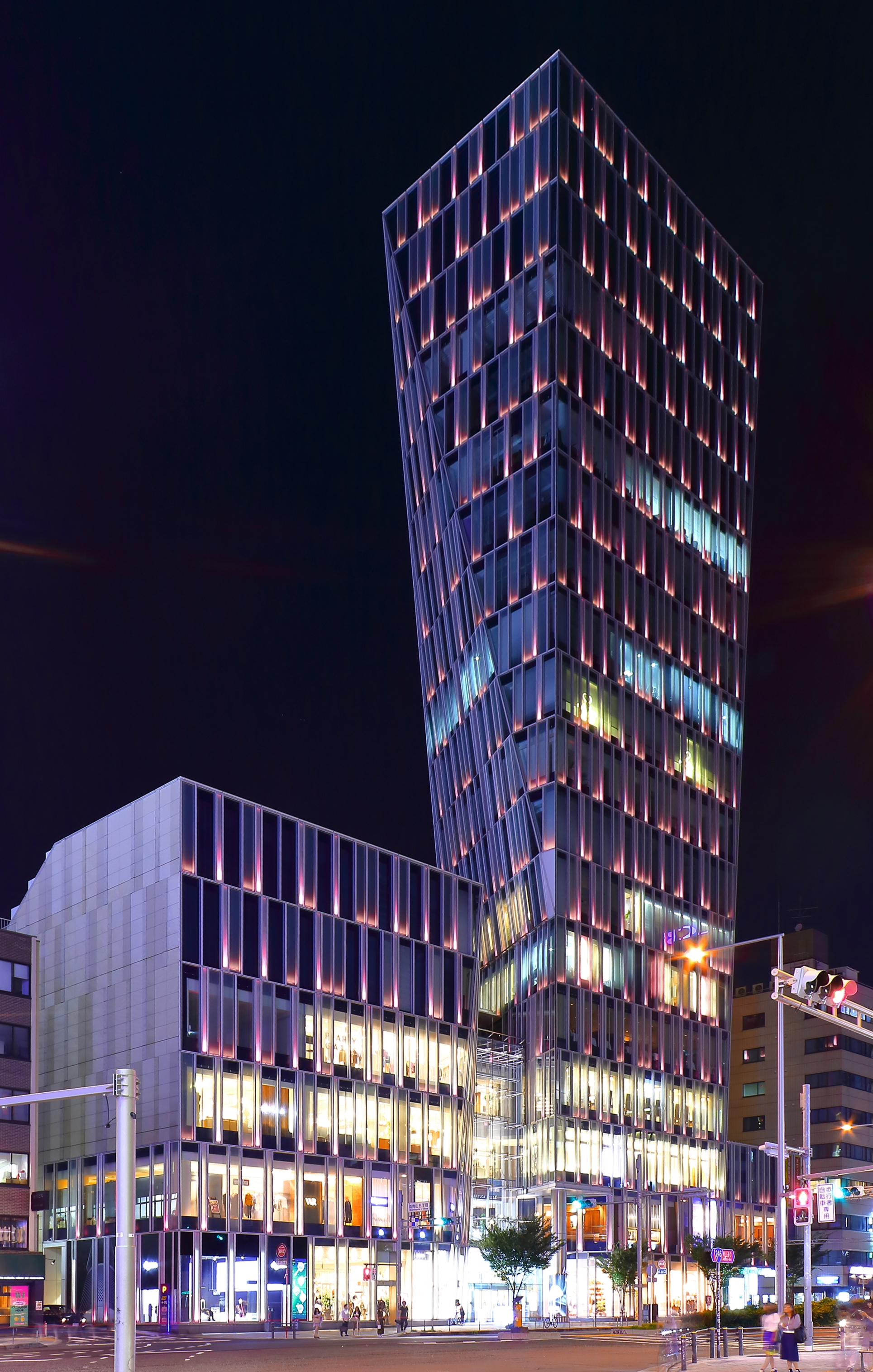
مبنى أي أو في كيتا-أوياما.
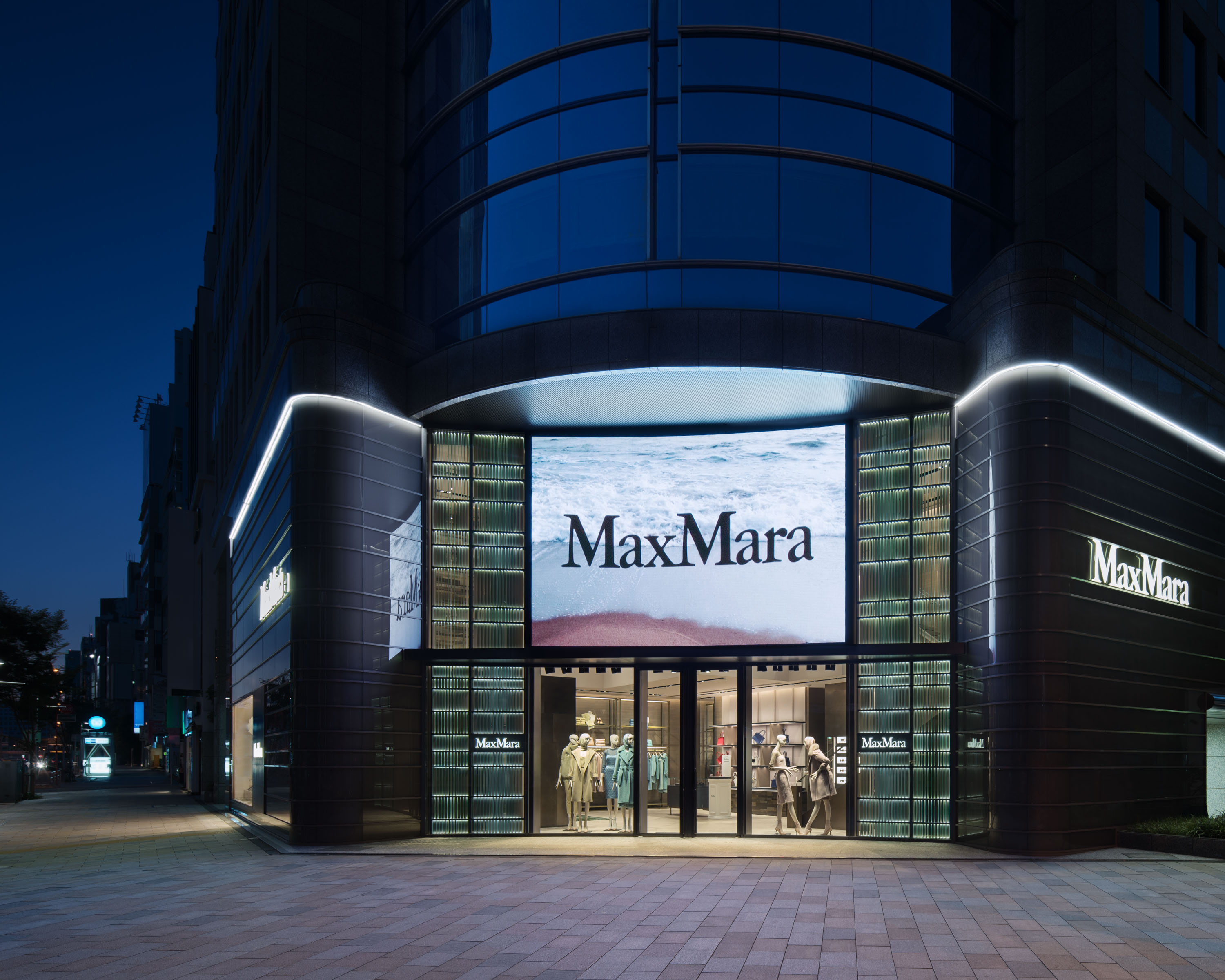
متجر ماكس مارا في 5 مينامي أوياما
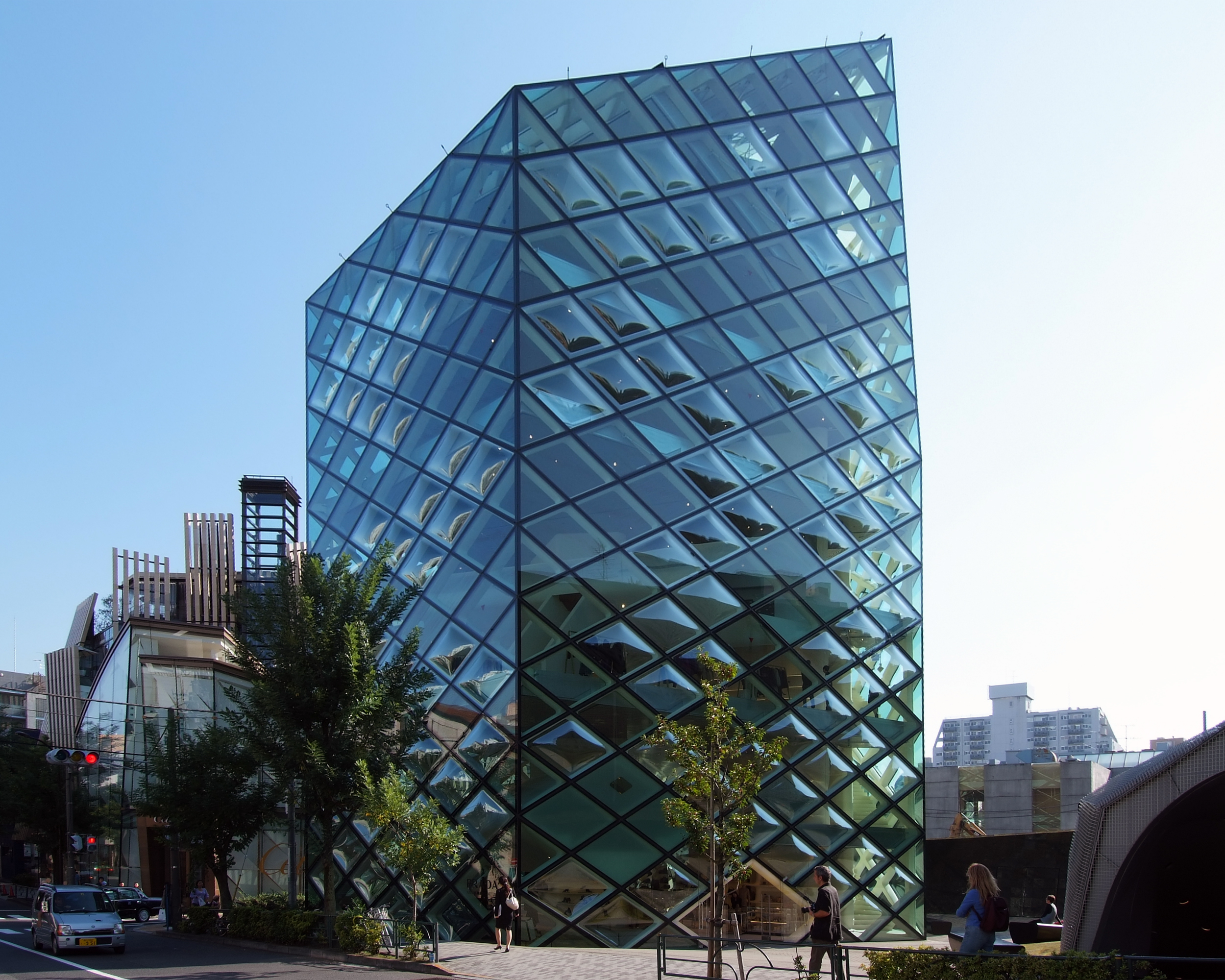
بوتيك برادا في ميوكي-دوري في مينامي أوياما.
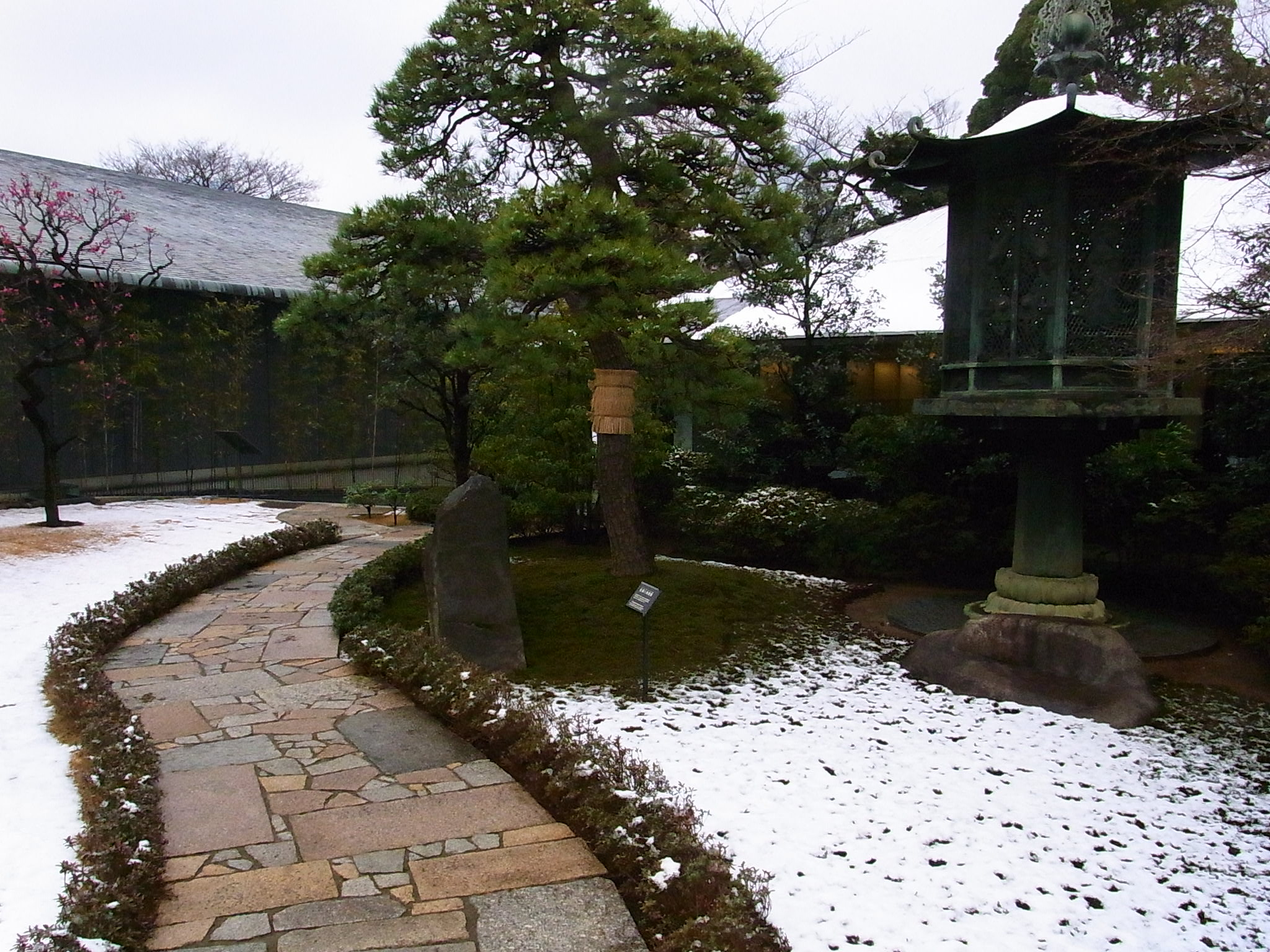
متحف نازو في مينامي أوياما.

- أوراكل
- Berlitz (Asia Headquarters)
- Itochu
- هوندا
- سوني المالية
- بنك معلومات تيكوكو
- سفارة البرازيل في طوكيو
- سفارة المغرب في طوكيو
- مكتب لجنة التجارة الإيطالية في طوكيو
- Four Seeds Corporation (Pizza-La, etc.)[1]
- برادا
- كيوب إنترتينمنت

## أعلام
- توموسابورو كاتو
- يوشيكازو اوكادا